# Guzmania scandens
Guzmania scandens là một loài thực vật có hoa trong họ Bromeliaceae. Loài này được H.E.Luther & W.J.Kress mô tả khoa học đầu tiên năm 1996.